# Хорхе Аравена
Хорхе Аравена (ісп. Jorge Aravena; нар. 22 квітня 1958, Сантьяго) — чилійський футболіст, що грав на позиції нападника за низку латиноамериканських клубних команд, іспанський «Реал Вальядолід», а також національну збірну Чилі.
По завершенні ігрової кар'єри — тренер. З 2020 року очолює тренерський штаб команди «Депортес Пуерто-Монт».

## Клубна кар'єра
Народився 22 квітня 1958 року в місті Сантьяго. Вихованець футбольної школи клубу «Універсідад Католіка». Починав дорослу футбольну кар'єру наприкінці 1970-х в основній команді того ж клубу, в якій зумів закріпитися лише з третьої спроби — 1983 року, встигнувши до того пограти також за «Сантьяго Морнінг» та «Депортес Наваль».
1984 року у складі «Універсідад Католіка» став чемпіоном Чилі, продемонструвавши високу результативність і зацікавивши представників європейських клубів. Влітку 1985 року нападник був орендований іспанським клубом «Реал Вальядолід». В Іспанії загалом провів досить успішний сезон, в якому забив 10 голів у 25 іграх Ла-Ліги, проте після якого повернувся до Південної Америки.
У липні 1986 року новим клубом гравця став колумбійський «Депортіво Калі». Відіграв за команду з Калі наступні два сезони своєї ігрової кар'єри, у другому з яких із 23-ма забитими голами став найкращим бомбардиром колумбійської першості. Загалом під час виступів за «Депортіво Калі» демонстрував середню результативність на рівні 0,45 гола за гру.
1988 року продовжив кар'єру у чемпіонаті Мексики, де протягом трьох сезонів захищав кольори «Пуебли». Був основним нападником команди, яка в сезоні 1989/90 зробила «золотий дубль», відсвяткувавши перемоги у чемпіонаті і Кубку країни. У кубковому турнірі, забивши 5 голів, розділив звання найкращого бомбардира змагання.
1991 року перейшов до бразильського «Португеза Деспортос», а завершував виступи на футбольному полі на батьківщині, де 1992 року грав за «Уніон Еспаньйола», а наступного — за «Аудакс Італьяно».

## Виступи за збірну
1983 року дебютував в офіційних матчах у складі національної збірної Чилі.
У складі збірної був учасником розіграшу Кубка Америки 1983 року, де чилійці не подолали груповий етап, не зумівши здобути перемогу в останньому матчі над аутсайдером групи, збірною Венесуели.
Загалом протягом кар'єри у національній команді, яка тривала 7 років, провів у її формі 37 матчів, забивши 23 голи.

## Кар'єра тренера
Розпочав тренерську кар'єру невдовзі по завершенні кар'єри гравця, 1995 року, очоливши тренерський штаб клубу «Аудакс Італьяно».
Згодом у другій половині 1990-х тренував «Палестіно» і «Сантьяго Морнінг», а на початку 2000-х працював з «Евертоном» (Вінья-дель-Мар) і тим же «Сантьяго Морнінг».
2005 року був головним тренером мексиканської «Пуебли», після чого на батьківщині очолював тренерські штаби «Кобрелоа» та «Палестіно».
Протягом 2007—2008 років знову працював у Мексиці, цього разу із «Лобос БУАП», після чого повернувся на батьківщину, де змінив декілька команд.
2020 року очолив тренерський штаб команди «Депортес Пуерто-Монт».

## Титули і досягнення
| - Чемпіон Чилі (1): «Універсідад Католіка»: 1984 - Володар Кубка Чилі (2): «Універсідад Католіка»: 1983 «Уніон Еспаньйола»: 1992 - Чемпіон Мексики (1): «Пуебла»: 1989—1990 - Володар Кубка Мексики (1): «Пуебла»: 1989—1990 | - Найкращий бомбардир Кубка Чилі (1): 1983 (23 голи) - Найкращий бомбардир чемпіонату Колумбії (1): 1987 (23 голи) - Найкращий бомбардир Кубка Мексики (1): 1989-1990 (5 голів) |